# Свенгали (фильм, 1931)

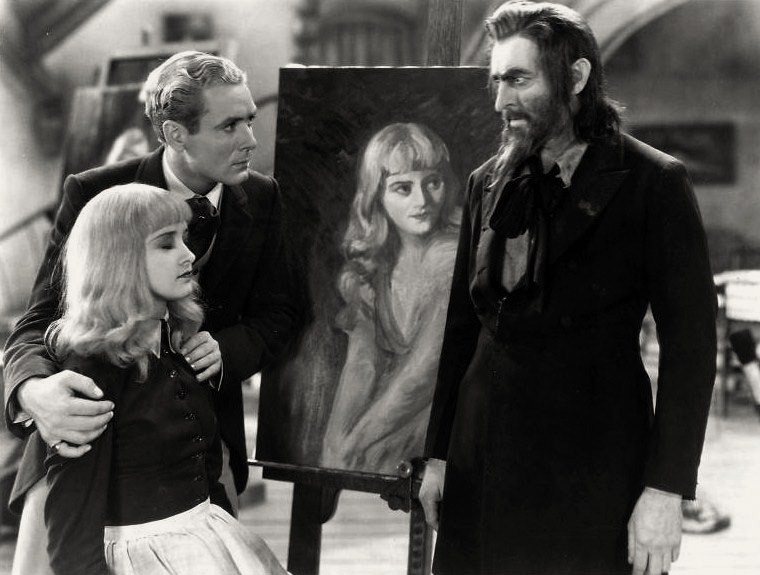
Мэриэн Марш, Бремуелл Флетчер и Джон Берримор в «Свенгали»

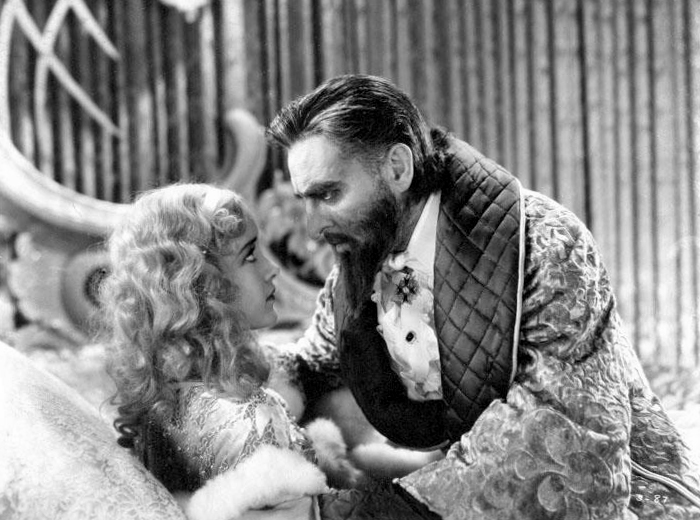
Мэриэн Марш и Джон Берримор в «Свенгали»

«Свенгали» (англ. Svengali) — американский фильм ужасов режиссёра Арчи Майо 1931 года.

## Сюжет
Используя магию, гипноз и телепатию, злобный гений музыки, маэстро Свенгали пытается завоевать сердце молодой девушки, превратив её в певицу с мировой известностью.

## О фильме
Фильм «Свенгали», снятый с явной ориентацией на немецкий киноэкспрессионизм, является подзабытой классической экранизацией романа-бестселлера «Трильби» (1894), который вдохновил Гастона Леру на создание романа «Призрак Оперы» (1909—1910). Режиссёром выступил Арчи Майо, известный до этого в основном немыми комедиями. Впоследствии он приобрел популярность и стал известен своим придирчивым отношением к актёрам. Главную роль в фильме о Свенгали исполнил Джон Берримор — легенда американского театра, знаменитый исполнитель шекспировских ролей на сцене и звезда немого кино. Хорошо поставленный, богатый обертонами, «театральный» голос позволил актёру благополучно миновать барьер звукового кино. Берримор в роли Свенгали часто напевает себе под нос куски арий и песен, которые позволяют зрителю понять, что перед ними именно музыкант, а не просто заурядный фокусник. Что же касается грима — Берримор использовал в основном наработанный багаж — мы можем видеть параллели как с его театральными работами, так и с некоторыми кинокартинами немого периода. Эта картина сразу сделала режиссёру имя и имела успех в мировом прокате, хотя впоследствии и была оттенена вышедшими тогда же фильмами ужасов студии Universal.

## В ролях
- Джон Берримор — Свенгали
- Мэриан Марш —  Трильби O’Фарелл
- Дональд Крисп — помещик
- Бремуелл Флетчер[англ.] — Билли
- Кармел Майерс — мадам Онори
- Луи Альберни[англ.] — Геко
- Ламсден Хейр[англ.] — месье Таффи
- Пол Поркази[англ.] — Бонелли

## Ссылка
- Svengali  на сайте Internet Movie Database
- Svengali  на сайте Internet Archive (заблокирован на территории России и СНГ)
- Svengali  на сайте AllMovie